# Влодзимеж Савчук
Влодзимеж Савчук (пол. Włodzimierz Sawczuk; 16 серпня 1925, Білосток — 4 жовтня 2010, Варшава) — польський генерал, учасник Другої світової війни, у 1972—1980 роках — начальник Головного політуправління Польської народної армії, заступник міністра національної оборони ПНР. У 1975—1981 роках — член ЦК ПОРП. Проводив ортодоксально-догматичний ідеологічний курс, стояв на позиціях «партійного бетону», виступав за силове придушення профспілки «Солідарність». Вступив у політичний конфлікт з вищими партійно-державними керівниками, був усунений генералом Ярузельським.

## Офіцер і політрук
Народився у сім'ї українського походження. Батько був візником, мати фабричною працівницею. Влодзимеж Савчук здобув неповну середню освіту. Під час німецької окупації працював вантажником і землекопом. У серпні 1944 року добровольцем вступив до 1-ї Варшавської піхотної дивізії, сформованої з польських комуністів у СРСР. Закінчив училище молодшого комскладу, служив у стрілецькому полку. Командував відділенням, брав участь у боях за Берлін.
Після війни Савчук залишився на службі у Польській народній армії. Командував взводом, потім ротою. У 1948 році отримав офіцерське звання поручника, у 1951 році — капітана, у 1952 році — майора. У 1950 (за іншими даними, у 1948) році поручник Савчук вступив до урядущої компартії ПОРП. У 1951 році перейшов на службу до армійських політорганів. Був секретарем організації ПОРП у штабі Варшавського військового округу. Обіймав посаду заступника командира у 25-й, 15-й, 19-й піхотних дивізіях.
У 1955—1956 роках майор Савчук прослухав у Москві курс Військово-політичної академії імені Леніна. Здобув радянський диплом політрука. Повернувшись до ПНР, вступив на службу до Головного політуправління, до 1962 року очолював інспекційний відділ. Потім знову перебував у СРСР, до 1965 року навчався в Академії генштабу. Після повернення до ПНР у 1966 році отримав звання генерал бригади.
Генерал Савчук був заступником командувача Сілезького військового округу з політичної частини. Командували округом генерал дивізії Еугеніуш Мольчик, потім генерал дивізії Флоріан Сивицький. У серпні 1968 року Савчук як начальник політвідділу 2-ї армії під командуванням Сивицького брав участь у вторгненні до Чехословаччини. З 1971 року — заступник начальника Головного політуправління.

## Начальник політуправління
8 червня 1972 року Влодзимеж Савчук у званні генерал дивізії призначений начальником Головного політуправління Народного Війська Польського. Змінив на цій посаді генерала дивізії Яна Чаплю. Ця кадрова заміна відображала політичні інтриги у партійній верхівці: перший секретар ЦК ПОРП Едвард Герек усував прихильників свого конкурента Мечислава Мочара. Генерал Чапля був помітною фігурою мочарівської націонал-комуністичної «фракції партизанів». Генерал Савчук, подібно до Чаплі, стояв на ортодоксально-сталінських позиціях, але у нього не проглядалося ухилу у польський націоналізм (вся службова кар'єра була занадто щільно зав'язана на СРСР). Головне ж Савчук не належав до оточення Мочара.
Під керівництвом Савчука політоргани максимально посилили ідеологічний контроль у збройних силах ПНР. Не допускалося жодних відхилень від марксизму-ленінізму, керівної ролі ПОРП, атеїстичного світогляду, участі у Варшавському договорі, військово-політичного союзу з СРСР. Зокрема, у 1977 році Савчук заборонив в армії будь-яку згадку про Катинський розстріл.
Генерал Савчук усіляко посилював партійний вплив в армії. Сам він ще з 1971 був членом Центральної комісії партійного контролю. У 1973 році у званні генерала броні призначений заступником міністра національної оборони генерала армії Войцеха Ярузельського. На VII з'їзді ПОРП 1975 року Савчук введений до складу ЦК. У 1976 році обраний до сейму ПНР, переобраний у 1980 році.
Водночас відносини Савчука з Ярузельським складалися складно. Внутрішня військова служба (WSW) у закритих звітах Ярузельському негативно характеризувала Савчука та Мольчика. Сам Ярузельський говорив про «догматизм і брутальність» Савчука. Репутація Савчука та Мольчика як «московських» генералів, їх явна орієнтація на радянське заступництво викликала неприйняття вищого командування (у разі Савчука певну роль відігравало й українське етнічне походження).
Савчук був відомий не лише енергією та рішучістю, але також зарозумілістю, грубістю, жорстокістю. Спілкування з ним могло призвести до серцевого нападу. За відгуками Мечислава Раковського, з підлеглими, навіть генералами, Савчук звертався «як довоєнний капрал із новобранцями». Виділявся він і на п'яних гуляннях, у цьому стані майже ігнорував субординацію. Відомий випадок, коли на полюванні він розбив службову машину.
7 травня 1980 року генерала Савчука зняли з посади начальника Головного політуправління. Його змінив генерал дивізії Юзеф Барила — ідеологічно та політично маловідмінний від попередника, але близький до Ярузельського. Втративши посади в армії й уряді, Савчук зберіг генеральське звання та залишався членом ЦК ПОРП.

## Політик «бетону»
Влітку 1980 року страйковий рух призвів до створення незалежної профспілки Солідарність. Змінилося найвище партійно-державне керівництво — першим секретарем ЦК став Станіслав Каня, прем'єр-міністром — генерал Ярузельський. Відбувався розкол у партії й апараті: виділялися реформістські «горизонтальні структури» й ортодоксальний «партійний бетон».
Генерал Савчук став помітною фігурою «бетону». У протистоянні ПОРП із «Солідарністю» Савчук виступав за силове придушення профспілки. Був прихильником прямого радянського втручання. Негативно ставився до керівництва Кані та Ярузельського: вважав їх недостатньо рішучими, у внутрішньопартійному протистоянні підтримував «бетонних» лідерів — Тадеуша Грабського, Стефана Ольшовського, Анджея Жабинського, Мирослава Мілевського. Користувався підтримкою військових і політичних керівників СРСР, НДР, ЧССР, НРБ, ВНР. У звітах Міністерства держбезпеки НДР Савчук згадувався як «представник марксистсько-ленінських сил» (поряд з такими фігурами, як Станіслав Чосек, Анджей Жабинський, Станіслав Кочелек, Зигмунт Найдовський, Єжи Путрамент, Януш Прокоп'як).
З іншого боку, орієнтована на Ярузельського WSW характеризувала Савчука як «скомпрометованого генерала, який виряджається у пір'я реставратора». Вказувалося на його непопулярність в армії, на підрив армійського авторитету його перебуванням у ЦК. Цитувалися висловлювання військових того плану, що такі, як Савчук, мають відповідати за кризу, а не вчити, як її долати. Савчука та Мольчика назвали «правим угрупованням, яке прагне силою зірвати процеси оновлення».
У червні 1981 року, на передз'їздівському пленумі ЦК ПОРП, генерал Савчук доєднався до «змови Грабського». Він різко засудив Каню та Ярузельського за «бездіяльність перед терором „Солідарності“» та фактично зажадав їхньої відставки. Однак Грабський та його прихильники зазнали поразки на пленумі — причому всі провідні генерали висловили підтримку військовому міністру Ярузельському, а не колишньому начальнику політуправління Савчуку. Імовірно «бунт „бетону“» інспірував багатодосвідчений Ольшовський — не для усунення першого секретаря та прем'єра, а для зондажу їхніх позицій та спонукання до більшої рішучості. Таким чином, Савчук (як і Грабський) виявився неусвідомленим знаряддям Ольшовського.
На IX надзвичайному з'їзді ПОРП Влодзимежа Савчука вивели зі складу ЦК. Його воєнно-політична діяльність фактично завершилася. Зсув вищого керівництва у напрямі «бетону», запровадження воєнного стану, репресивне придушення «Солідарності» відповідали поглядам Савчука. Але конфлікт із Ярузельським — головою ПОРП, уряду та WRON — виключав участь Савчука у владі. У серпні 1982 року він був направлений послом до Лівійської джамахірії. Залишався на цій посаді до липня 1986 року, після чого переведений у розпорядження міністра оборони (цю посаду на той час обіймав генерал армії Сивицький). У 1988 році Савчук вийшов на пенсію.
У бурхливих подіях кінця 1980-х років — страйкове протистояння, таємні переговори, Круглий стіл, альтернативні вибори та перемога «Солідарності» — Влодзимеж Савчук участі не брав. У Третій Речі Посполитій дистанціювався від політики та публічності.

## Похорон і заперечення
Помер Влодзимеж Савчук у віці 85 років. Похований на цвинтарі Військові Повонзки. На церемонії був присутній Юзеф Барила, на той час приватна особа. На смерть Савчука не було опубліковано жодного некролога. Представники антикомуністичної громадськості протестували проти поховання Савчука на престижному військовому цвинтарі.
Влодзимеж Савчук був одружений, мав двох синів. Барбара Шиманьська-Савчук у 2013 році похована разом із чоловіком.